# Ituzaingó (Uruguay)
Ituzaingó es una localidad uruguaya del departamento de San José.

## Ubicación
La localidad se encuentra ubicada en la zona este del departamento de San José, en las costas del arroyo de la Virgen, límite con el departamento de Florida, y junto a la ruta 79.
Dista 2 km de la localidad floridense de 25 de Agosto, y 5 km de la ciudad canaria de Santa Lucía. Posee estación de ferrocarril sobre el ramal 25 de Agosto-Colonia en su km 67.

## Toponimia
De origen guaraní el nombre significa cascada o catarata de agua: y - agua, tu - abundante, sãingo - colgante.

## Historia
La localidad fue fundada por Pedro Moré el 23 de octubre de 1875. Mantuvo su auge hasta finales del siglo XIX, momento en que la estación Rodríguez lo desplazó como centro administrativo de la región. Fue elevada a la categoría de villa por ley 13.167 del 15 de octubre de 1963.

## Población
Según el censo del año 2011 la localidad contaba con una población de 771 habitantes.
| 710           | 930 | 734 | 769 | 740 | 771 |
| (Fuente: INE) |     |     |     |     |     |